# Shigeyuki Aikyo
Shigeyuki Aikyo (愛敬 重之, Aikyō Shigeyuki, né le 29 janvier 1964) est un athlète japonais, spécialiste du 3 000 mètres steeple.

## Biographie
Il remporte la médaille d'or du 3 000 mètres steeple lors des championnats d'Asie 1985, à Djakarta, et s'impose l'année suivante lors des Jeux asiatiques de Séoul.

### Palmarès
| Date | Compétition                | Lieu         | Résultat | Épreuve         | Performance   |
| ---- | -------------------------- | ------------ | -------- | --------------- | ------------- |
| 1983 | Universiade d'été          | Edmonton     | 3e       | 3 000 m steeple | 8 min 33 s 44 |
| 1985 | Championnats d'Asie        | Djakarta     | 1er      | 3 000 m steeple | 8 min 46 s 96 |
| 1985 | Coupe du monde des nations | Canberra     | 8e       | 3 000 m steeple | 8 min 55 s 35 |
| 1986 | Jeux asiatiques            | Séoul        | 1er      | 3 000 m steeple | 8 min 36 s 98 |
| 1987 | Universiade d'été          | Zagreb       | 3e       | 3 000 m steeple | 8 min 34 s 23 |
| 1991 | Championnats d'Asie        | Kuala Lumpur | 4e       | 3 000 m steeple | 8 min 35 s 10 |

### Records
| Épreuve         | Performance   | Lieu     | Date        |
| --------------- | ------------- | -------- | ----------- |
| 3 000 m steeple | 8 min 31 s 27 | Helsinki | 9 août 1983 |